# عبد المحسن الدوسري
عبد المحسن الدوسري لاعب كرة قدم سعودي سابق يلعب في خط الدفاع.

## مسيرة اللاعب
لعب سابقاً في نادي الشباب ونادي الرائد ونادي الرياض .